# O Peso
O Peso foi uma banda brasileira formada em Fortaleza, em 1971. Inicialmente uma dupla, a banda realizou participações em festivais de música pelo Brasil. Em meados da década de 1970, estabelece-se como um quinteto e lança um disco com baixa repercussão de público e crítica, Em Busca do Tempo Perdido. A banda ficaria conhecida na época por suas apresentações. Após passar dificuldades com o mercado pequeno, a banda encerra suas atividades em 1977. Em 1984, ensaiam uma volta que rende diversas apresentações, mas acaba abruptamente em 1986, sem nenhum novo registro discográfico lançado. Com o passar dos anos, seu único álbum de estúdio tornou-se um clássico cult.

## História

### Anos 1970
Em 1971, os cearenses Luiz Carlos Porto e seu parceiro Antônio Fernando Vale, o Gordo, fundaram um grupo ao qual chamaram de Grupo Peso ou O Peso para tocar no III Festival Nordestino da Música Popular, em Fortaleza. A apresentação rende convites para apresentações por todo o Nordeste. Procurando evoluir com a carreira, ambos se inscrevem no VII Festival Internacional da Canção com a música "O Pente" e conseguem chegar na fase classificatória que aconteceria em setembro daquele ano no Maracanãzinho, no Rio de Janeiro, e seria transmitida pela Rede Globo para todo o país. A canção era um rock de raízes stonianas, bastante suingado e que falava sobre o uso de um pente para fechar-se um baseado. Mesmo não conseguindo a classificação para a fase final nacional, conseguem participar do LP oficial do festival - Os Grandes Sucessos do FIC 72, lançado pela gravadora Phonogram, através do selo Fontana - e, também, ter sua canção lançada em um compacto pela mesma gravadora, só que pelo selo Polydor.
Nos anos seguintes, Antônio Fernando Vale desiste da carreira de artista e retorna ao nordeste com Luiz Carlos tentando montar uma banda para seguir com a sua carreira. No final de 1974 conhece Gabriel O'Meara, guitarrista americano radicado no Brasil que havia tocado soul em Detroit, nos Estados Unidos, e, no Brasil, acompanhado Gal Costa em shows em 1971. Era, também, amigo de Tim Maia. Juntos, passam a acompanhar Zé Ramalho nos seus shows na Urca e, graças aos contatos de O'Meara, conseguem um contrato com a Phonogram para lançar um disco, com produção de Guti Carvalho. Na banda, também estão Constant Papineau (piano), Carlos Scart (baixo) e Geraldo D'arbilly (bateria). Como novos contratados da gravadora, se apresentam no Hollywood Rock, em janeiro de 1975. O evento seria registrado no documentário Ritmo Alucinante e renderia o lançamento de um falso álbum ao vivo em 31 de março. A banda realizaria, também, uma turnê nacional a partir daquele mês. Em julho, chegaria às lojas o disco Em Busca do Tempo Perdido, álbum de estreia da banda lançado pelo selo Polydor. Para promover o disco, é lançado também um compacto simples com "Sou Louco por Você" e "Me Chama de Amor".
Em 1977, o grupo encerra suas atividades com Gabriel O'Meara tornando-se músico de estúdio e produtor musical e Luiz Carlos Porto saindo em carreira solo.

### Anos 1980
Em 1984, com a nova onda do rock no Brasil, o grupo retornou às atividades, apenas com Luiz Carlos da formação original - Ricardo Almeida (guitarras), George Gordo (baixo) e Carlinhos Graça (bateria). Nesse período, o grupo apenas fez shows tocando seu antigo repertório e não lançou novos discos. Em 1986, depois de um show em Fortaleza, o vocalista Porto terminou se envolvendo em um acidente grave de moto, passando a ter que conviver com esquizofrenia e sendo obrigado a deixar os palcos. A banda parou as atividades no mesmo ano do acontecido.

## Discografia
Discografia dada pelo Discogs, IMMUB e Dicionário Cravo Albin da Música Popular Brasileira.

### Estúdio
- 1975 - Em Busca do Tempo Perdido (Polydor)

### Ao Vivo
- 1975 - Hollywood Rock (Polydor) (falso álbum ao vivo, lançado somente em LP, e dividido com Erasmo Carlos, Raul Seixas e Rita Lee & Tutti Frutti)

### Compactos
- 1972 - "Pente" / "A Volta do Ponteiro" (Polydor) (O lado B é creditado a Beto Scala)
- 1975 - "Sou Louco por Você" / "Me Chama de Amor" (Polydor)

### Participações
- 1972 - Os Grandes Sucessos do FIC 72 (Fontana) (faixa 13)